# Netelia kusigematii
Netelia kusigematii är en stekelart som beskrevs av Konishi 2005. Netelia kusigematii ingår i släktet Netelia och familjen brokparasitsteklar. Inga underarter finns listade i Catalogue of Life.